# Burni Pepanyi
Burni Pepanyi är ett berg i Indonesien.   Det ligger i provinsen Aceh, i den västra delen av landet, 1 500 km nordväst om huvudstaden Jakarta. Toppen på Burni Pepanyi är 1 091 meter över havet.
Terrängen runt Burni Pepanyi är kuperad åt nordost, men åt sydväst är den bergig. Runt Burni Pepanyi är det glesbefolkat, med 13 invånare per kvadratkilometer. I omgivningarna runt Burni Pepanyi växer i huvudsak städsegrön lövskog.